# Defense of the Ancients
Defense of the Ancients, односно DotA, је мултиплејер онлајн мод за видео игру Warcraft III: Reign of Chaos и потоњу експанзију Warcraft III: The Frozen Throne, заснован на мапи Aeon of Strife изворно направљеној за игру StarCraft. Циљ сваког тима је да уништи противнички ancient (снажна, чувана структура на крају мапе). Играчи играју у оквиру тима, користећи моћне једнице које се називаију хероји, особине и моћ савезничког хероја и компјутерски контролисане јединице. Као и у свакој другој RPG игри, играчу расте ниво моћи (level) хероја и може помоћу злата да купи опрему која ће побољшати хероја.
DotA је настала из прилагођене мапе „Aeon of Strife“ за StarCraft. Сценарио је развијен у сарадњи са уредником игре Reign of Chaos а ажурирана је након објављивања експанзије игре Тhe Frozen Throne. Било је много варијација оригиналног концепта, од којих је најпопуларнија DotA Allstars, која је на крају поједностављена у DotA. Мод је одржавало неколико аутора током развоја, а дизајнер под псеудонимом IceFrog одржава игру од средине 2000-тих.
Defense of the Ancients је постала уобичајена игра за такмичења у гејмингу на неколико светских турнира, укључујући Blizzard Entertainment BlizzCon и World Cyber Games.
Критичари су позитивно оценили DotA; називана је једним од најпопуларнијих модова за игре у историји. DotA се углавном наводи као најзначајнија инспирација за МОБА жанр видео игара. Америчка компанија Valvе је стекла права интелектуалне својине на DotA 2009. године како би развио франшизу, почевши од Dota 2 2013. године.

## Гејмплеј
У Defense of the Ancients супротстављају се два тима играча. Играчи у тиму Sentinel су смештени у југозападном углу мапе, док су играчи у тиму Scourge на североистоку. Свака база је брањена кулама и јединицама које чувају главне стазе које воде до сваке базе. У центру сваке базе је Древни (Ancient), зграда која мора бити уништена да би се остварила победа у игри.
Сваки играч контролише по једног хероја, моћну јединицу са јединственим способностима. У игри, играчи на свакој страни могу да изаберу једног у избору од више од стотину хероја. Сваки херој има различите способностима и тактичке предностима. Сценарио и темпо игре је веома тимски оријентисан; тешко је да један играч сам донесе победу за свој тим. DotA дозвољава учешће до највише десет играча, у формату пет против пет. DotA нуди разне модове игре, које бира домаћин игре на почетку меча. Режими игре диктирају тежину, као и да ли играчи могу да изаберу свог хероја или им се додељује насумично. Многи режими игре се могу комбиновати, омогућавајући флексибилније опције играња.
Пошто игра за фокус има јачања појединачних хероја, не поставља фокус на управљање ресурсима и изградњу базе, што је типично за већину традиционалних стратегија у реалном времену. Убијањем компјутерски контролисаних или неутралних јединица играч добија искуствене поене; играч прелази на наредни ниво када се акумулира довољно искуствених поена. Подизање нивоа побољшава отпорност хероја и капацитет штете коју наноси те омогућава играчима да унапреде чаролије или вештине. Типично прикупљање ресурса које било присутно у игри Warcraft III  је замењено борбено оријентисаним новчаним системом; поред малог периодично добијеног злата, хероји зарађују злато тако што убијају или уништавају непријатељске јединице, базу и непријатељске хероје. Ово ствара нагласак на „последњем ударцу“ да би се задао ударац који доводи до смрти те јединице, чиме се стичу злато и искуствени поени. Коришћењем злата, играчи купују предмете да оснажуе хероја и доносу им нове способности; постоји могућност комбиновања више предмета чиме се ствара један засебан моћнији предмет. Куповина одређених предмета, који одговарају нечијем хероју је важан тактички елемент мода.

## Развој
Стратешка игра StarCraft компаније Blizzard Entertainment из 1998. године објављена је са пратећим уређивачем кампање који је давао могућност играчима да креирају прилагођене нивое и мапе. Једна тако прилагођена мапа била је Aeon of Strife. Уместо да контролишу више јединица и управљају зградама, играчи су контролисали једног хероја док су се борили против таласа надолазећих непријатеља.
Након завршетка рада на игри StarCraft, Blizzard је 2002. објавио нову видео игру, Warcraft III: Reign of Chaos. Као што је био случај са Warcraft II: Tides of Darkness и StarCraft, Blizzard је укључио бесплатан уређивач света (ен. World editor), што је алатка у оквиру игре која омогућава стварање нових мапа и соптвених мисија, које се могу играти на интернету са другим играчима преко платформе Battle.net. Warcraft III је такође садржао моћне херојске јединице чија снага је расла како су унапређивани на нови ниво (од 1 до 10) и херојске једнице су имале могућност да поседују ограничен број предмета који побољшавају њихове способности, док је уређивач света омогућавао креаторима мапа да креирају сопствене хероје. Узимајући инспирацију из Aeon of Strife и користећи шире могућности World editor-а, модер Кајл 'Eulogizing' Сомер је направио прву верзију DotA (2003). На мапи коју је направио, хероји могли да имају различите способности и да унапређују своје вештине и магијске предмете. Након објављивања проширења Warcraft III: Reign of Chaos, The Frozen Throne, који је садржао нове функцијеWorld editor, Еул није ажурирао сценарио DotA и  код мапе отвореним кодом. Други креатори мапа направили су спин-оф DotA који је додао нове хероје, предмете и карактеристике. Међу DotA варијантама створеним након Еулове мапе била је DotA Allstars, коју су првобитно креирали и развили произвођачи прилагођених мапа Meian и Ragn0, који су узели најпопуларније хероје и укључили их у једну мапу. У марту 2004, креатор мапа Стив 'Guinsoo' Фик преузео је контролу над развојем Allstars-а. Фик је рекао да када је почео да развија Dota Allstars, није имао појма колико ће игра на крају постати популарна. Фик је додао систем рецепата за предмете како би опрема коју играч купује постајала јача, као и моћну појединачну јединицу Рошан (назван по називе кугле коју је Фик користио на куглању) коме је за пораз био потребан цео тим.
Фик је користио Battle.net канал за ћаскање, као место за окупљање DotA играча, али DotA Allstars није имао званичан сајт за дискусије и хостинг. Након тога, вође DotA Allstars клана TDA, предложили су да се направи наменски сајт који би заменио различите онлајн алтернативе које су тада ретко ажуриране или неадекватно одржаване. Члан TDA Стив 'Pendragon' Мескон направио је званични сајт заједнице, dota-allstars.com.
Пред крај Фиковог рада на мапи 2005. године, развој мапе је наставио Neichus а затим IceFrog. Аутор IceFrog је додао нове функције, хероје и исправке. IceFrog је у једном тренутку био веома повучен, одбијајо је да даје интервјуе; једини доказ његовог ауторства био је налог е-поште ствараоца мапа на званичном сајту и име означено на екрану за учитавање игре. Defense of the Ancients одржавана је преко званичних форума. Корисници су постављали идеје за нове хероје или предмете, од којих су неки укључени у оквир мапе. IceFrog је брзо ажурирао мапу у складу са повратним информацијама чланова заједнице играча. Мескон је одржавао сајт dota-allstars.com, који је до маја 2009. имао преко 1.500.000 регистрованих корисника и преко милион јединствених посетилаца сваког месеца. Месконова продаја домена Riot Games-у поделила је DotA заједницу. IceFrog је најавио нови званични сајт, playdota.com, и наставио је да ради на развијању игре.
Будући да Warcraft III прилагођене игре немају ниједну од функција дизајнираних да побољшају квалитет игре (уклапање играча на основу брзине везе и друго), коришћени су различити програми за одржавање DotA. Спољни алати су пинговали локације играча, а партије  су могле да се играју по месту регије играча. Кланови као што је TDA одржавали су своју званичну листу правила и прописа; играчи су могли бити избачени из игре тако што су стављени на „списак блокираних“ (банлиста). Иако је био све популарнији, DotA Allstars је остао ограниченог домашаја, јер је у питању прилагођена мапа за игру Warcraft III, ослања се на мануелно повезивање, ажурирање и такође не садржи упутства за игру.

## Пријем и наслеђе
Computer Gaming World је представио DotA Allstars у прегледу нових мапа и модова за Warcraft II 2004, а у наредним годинама DotA Allstars је постао сталница на еспорт турнирима. Њена префињена игра и висок ниво вештине учинили су игру изузетно популарном у такмичарском окружењу. Дебитовао је на Близзардовој конвенцији BlizzCon 2005. DotA Allstars је играна на World Cyber Games у Малезији и Сингапуру почевши од 2005. као и на Светском сајбер гејминг Азијском првенству, почевши од сезоне  2006. Defense of the Ancients била је једна од игара које су игране на  међународно признатој аматерској лиги Cyberathlete Amateur лиге и CyberEvolution лиге. Када се сценарио појавио на Светском првенству у е-спорту 2008. Оливер Парадиз, менаџер такмичења, приметио је да је игра изабрана због високог нивоа подршке заједнице и њене привлачности широм света. Екстремно поједностављење формуле жанра стратегије у реалном времену довело је до тога да игра постане доступнија играчима који су уживали у спектаклу битака карактеристичних за жанр, али нису желели да се изборе са захтевима покушаја да контролишу сваки део искуства.
DotA је била изузетно популарна у многим деловима света, посебно у Европи и Азији. На Филипинима и Тајланду играла се колико и игра Counter-Strike (серија видео-игара). Такође је била популарна у Шведској и другим северноевропским земљама, где је песма Vi sitter i Ventrilo och spelar DotA шведског музичара Басхантера, директно инспирисана игром, заузела неко од топ десет места на листи синглова у Шведској, Норвешкој и Финској. ЛАН турнири су играни широм света, укључујући турнире у Шведској и Русији; међутим, због недостатка ЛАН турнира и шампионата у Северној Америци, неколико тимова се распало.
Мајкл Волбриџ, који је 2008. писао за Gamasutra, изјавио је да је DotA „вероватно најпопуларнији и најзаступљенији бесплатни, неподржани мод за игре на свету“. Указујући на јаку заједницу изграђену око игре, Волбриџ је навео да је DotA показала да је заједница много лакше одржава игру заједнице, а ово је једна од највећих предности мапа. Бивши новинар о игрицама Лук Смит назвао је DotA „врхунским стратегијоом“. Blizzard је користио DotA као пример онога што наменски креатори мапа могу да направе користећи алате програмера.
Defense of the Ancients је утицала на подстицање развоја жанра видео-игара МОБА. Игра је такође утицала на игру Demigod објављену 2009.
Фик је наставио да примењује многе механике и лекције које је научио током рада на Defense of the Ancients на League of Legends. Остали „DotA клонови“ укључују игре Heroes of Newerth, и Heroes of the Storm компаније Blizzard Entertainment, који садржи низ хероја, укључујући хероје из Warcraft III. МОБА дизајн који је популаризовала DotA такође се нашао у играма које су одступиле од перспективе мода одозго надоле, као што су пуцачине из трећег лица. DotA је такође стекла типичну репутацију МОБА жанра због непријатељског, токсичног понашања и тешке криве учења за нове играче.

## Франшиза
У октобру 2009. Valve је ангажовао IceFrog да предводи тим за развој самосталног наставка Defense of the Ancients, Dota 2. Гејмјплеј је сличан моду DotA.
DotA 2 такође има подршку на платформи Steam, где је доступно приказивање резултата и успеха играча у игри, са намером да нагласи и подржи повезивање унутар заједнице играча. Промовисање игре, маркетиншка кампања и сам заштитни знак, у својству франшизе корпорације Valve, је правно оспориле корпорације Riot Games и Blizzard Entertainment. Valve је 2012. добио франшизинг права на франшизу, за комерцијалну употребу жига, док је некомерцијална употреба остала доступна за јавност. Dota 2 је званично објављена у јулу 2013.